# Joe Eddleston
Joseph Eddleston (29 tháng 12 năm 1896 – 24 tháng 3 năm 1955) là một cầu thủ bóng đá người Anh thi đấu ở vị trí tiền đạo tầm xa. Ông thi đấu ở Football League cho Blackburn Rovers, Nelson, Swindon Town và Accrington Stanley. Ông có hơn 400 lần ra sân, ghi 178 bàn thắng.